# Susanne Blumesberger
Susanne Margareta Blumesberger  (* 1969) ist eine österreichische Germanistin und Bibliothekarin.

## Leben
Blumesberger studierte Publizistik- und Kommunikationswissenschaft sowie Germanistik an der Universität Wien. Sie promovierte 1999 mit einer Dissertation zu österreichischen Lesebüchern im Deutschunterricht. Im Jahr 2017 erwarb sie den Master of Science in Library and Information Studies.
Von 1999 bis 2014 war sie Mitarbeiterin des Projekts biografiA. Datenbank und Lexikon österreichischer Frauen am Institut für Wissenschaft und Kunst, seit 2007 ist sie Mitarbeiterin der Universitätsbibliothek der Universität Wien sowie Lehrbeauftragte.
Sie war an der Bearbeitung des 2002 erschienenen, dreibändigen Handbuchs österreichischer Autorinnen und Autoren jüdischer Herkunft 18. bis 20. Jahrhundert beteiligt. Außerdem verfasste sie das 2014 erschienene zweibändige Handbuch der österreichischen Kinder- und Jugendbuchautorinnen. Sie ist (Mit-)Herausgeberin zahlreicher Publikationen auf dem Gebiet der Frauenbiografieforschung und der Kinder- und Jugendliteratur.
Blumesberger ist Obfrau der Österreichischen Gesellschaft für Kinder- und Jugendliteraturforschung sowie Mitherausgeberin der Fachzeitschrift libri liberorum. Zeitschrift der Österreichischen Gesellschaft für Kinder- und Jugendliteraturforschung.

## Auszeichnungen
- 2023 Bruno-Bauer-Gedächtnispreis für Innovation, verliehen durch die Vereinigung Österreichischer Bibliothekarinnen und Bibliothekare[5]

## Werke
- (Bearbeiterin gemeinsam mit Michael Doppelhofer und Gabriele Mauthe) Handbuch österreichischer Autorinnen und Autoren jüdischer Herkunft. 18. bis 20. Jahrhundert. K.G. Saur, München 2002, ISBN 978-3-598-11545-5.
- Handbuch der österreichischen Kinder- und Jugendbuchautorinnen. 2 Bände. Böhlau, Wien 2014, ISBN 978-3-205-78552-1 (Band 1; Band 2)

### Als Herausgeberin
- Frauen schreiben gegen Hindernisse. Zu den Wechselwirkungen von Biografie und Schreiben im weiblichen Lebenszusammenhang. Sammelband zur Tagung am 7.11.2003 am Institut für Wissenschaft und Kunst. Praesens, Wien 2004, ISBN 978-3-7069-0236-6. Band 2: Wien: Praesens 2010, ISBN 978-3-7069-0571-8.
- Helene Scheu-Riesz (1880–1970). Eine Frau zwischen den Welten. Praesens, Wien 2005, ISBN 978-3-7069-0299-1.
- Felix Salten. Der unbekannte Bekannte. Praesens, Wien 2006, ISBN 978-3-7069-0368-4.
- Alex Wedding (1905–1966) und die proletarische Kinder- und Jugendliteratur. Praesens, Wien 2006, ISBN 978-3-7069-0363-9.
- Mimi Grossberg (1905–1997). Pionierin – Mentorin – Networkerin. Praesens, Wien 2008, ISBN 978-3-7069-0459-9.
- Wissen und Geschlecht. Beiträge der 11. Arbeitstagung der Kommission für Frauen- und Geschlechterforschung der Deutschen Gesellschaft für Volkskunde. Verlag des Instituts für Europäische Ethnologie, Wien 2008, ISBN 978-3-902029-16-4.
- Kinder- und Jugendliteratur als kulturelles Gedächtnis. Beiträge zur historischen Schulbuch-, Kinder- und Jugendliteraturforschung I. Praesens, Wien 2008, ISBN 978-3-7069-0489-6.
- Kindheit. Kindheitsliteratur. Kinderliteratur. Studien zur Geschichte der österreichischen Literatur. Festschrift für Ernst Seibert. Praesens, Wien 2010, ISBN 978-3-7069-0644-9.
- Frauenbiografieforschung. Theoretische Diskurse und methodologische Konzepte. Praesens, Wien 2012, ISBN 978-3-7069-0676-0.
- Eine Brücke über den Riss der Zeit. Das Leben und Wirken der Journalistin und Schriftstellerin Hertha Pauli (1906–1973). Praesens, Wien 2012, ISBN 978-3-7069-0462-9.
- Lifestyle – Mode – Unterhaltung oder doch etwas mehr? Die andere Seite der Schriftstellerin Vicki Baum (1888–1960). Praesens, Wien 2013, ISBN 978-3-7069-0738-5.
- Mehr als nur Lebensgeschichten. 15 Jahre biografiA. Eine Festschrift für Ilse Korotin. Praesens, Wien 2014, ISBN 978-3-7069-0765-1.
- „Hieroglyphe der Epoche?“ Zum Werk der österreichisch-jüdischen Autorin Anna Maria Jokl (1911–2001). Praesens, Wien 2014, ISBN 978-3-7069-0783-5.
- Deutschsprachige Kinder- und Jugendliteratur während der Zwischenkriegszeit und im Exil. Schwerpunkt Österreich. Peter Lang, Frankfurt am Main 2017, ISBN 978-3-631-67483-3.
- Die rote Gräfin. Leben und Werk Hermynia Zur Mühlens während der Zwischenkriegszeit (1919–1933). Praesens, Wien 2019, ISBN 978-3-7069-1056-9.